# 杉田博明
杉田 博明（すぎた ひろあき、1935年1月9日ー2017年12月13日）は、日本のジャーナリスト、随筆家。

## 略歴
京都府出身。同志社大学卒。京都新聞社に入り、編集委員を務めた。京都の文学・美術などについての著作がある。

## 著書
- 『源氏物語を歩く』京都新聞編 光風社出版 1986、新版1994
- 『近代京都を生きた人々 明治人物誌』京都新聞編 京都書院 1987
- 『祇園の女 文芸芸妓磯田多佳』新潮社 1991／中公文庫 2001
- 『京の口うら』京都新聞編 京都新聞社 1995
- 『京焼の名工・青木木米の生涯』新潮社「新潮選書」 2001

### 共著
- 『京都道元禅師を歩く』百瀬明治共編著/西山治朗写真 京都新聞社 1999
- 『京の花街祇園』溝縁ひろし写真 淡交社「新撰京の魅力」2003
- 『能百番を歩く』（上下）、三浦隆夫共著 京都新聞出版センター 2004
- 『先斗町のすべて 決定版』溝縁ひろし写真/先斗町歌舞会監修 淡交社 2010
- 『慈悲の人 瑩山禅師を歩く』百瀬明治・粟津征二郎共著/西山治朗写真 学研パブリッシング 2014